# Верхнее Попово
Верхнее Попово — пресноводное озеро на территории Плотинского сельского поселения Лоухского района Республики Карелии.

## Общие сведения
Площадь озера — 1,2 км². Располагается на высоте 44,8 метров над уровнем моря.
Форма озера продолговатая: оно более чем на четыре километра вытянуто с запада на восток. Берега изрезанные, каменисто-песчаные, преимущественно возвышенные, местами заболоченные.
Через озеро течёт река без названия, протекающая ниже через озёра Среднее Попово и Нижнее Попово и впадающая в Белое море.
С юго-восточной стороны в Верхнее Попово впадает небольшой ручей, вытекающий из Постельного озера.
Ближе к западной оконечности озера расположены два небольших острова без названия.
Код объекта в государственном водном реестре — 02020000711102000002699.